# Deutsche Volkszeitung (1945/46)

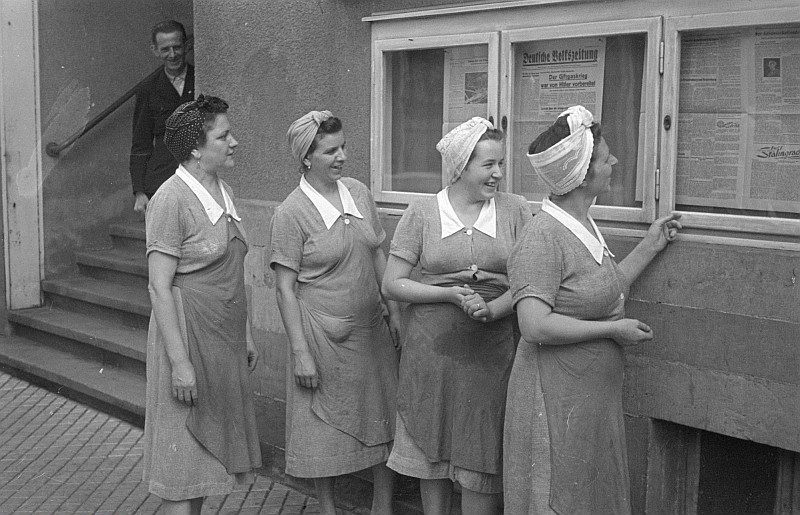
Eine Deutsche Volkszeitung hängt im Anschlagskasten für die Allgemeinheit zum Lesen aus (Juni 1945 in Meißen)

Die Deutsche Volkszeitung war das Zentralorgan der Kommunistischen Partei Deutschlands (KPD) in der Sowjetischen Besatzungszone. Sie erschien als Tageszeitung in Berlin vom 13. Juni 1945 bis zum 22. April 1946 und wurde danach durch das SED-Zentralorgan Neues Deutschland ersetzt.

## Geschichte
Bereits im Pariser Exil gab es eine Wochenzeitung Deutsche Volkszeitung der KPD von 1936 bis 1939.
Am 13. Juni 1945 erschien die erste Ausgabe der Deutschen Volkszeitung in Berlin. Sie war die erste deutsche Lizenzzeitung in der Sowjetischen Besatzungszone, nach der Tägliche  Rundschau und der Berliner Zeitung, die beide damals von der Sowjetischen Militäradministration (SMAD) herausgegeben wurden.
Die Redaktion befand sich in der Zimmerstraße 90–93. Die Zeitung berichtete über internationale Ereignisse sowie ausführlich über Geschehnisse in Berlin und der SBZ und über offizielle Bekanntmachungen.
Am 21. April 1946 erschien die letzte Ausgabe der Deutschen Volkszeitung. Seit dem 23. April gab es das Neue Deutschland als Zentralorgan der durch die Zwangsvereinigung von SPD und KPD entstandenen SED. Darin war auch die Redaktion der vorherigen SPD-Zeitung Das Volk beteiligt, die aber nur noch eine untergeordnete Rolle spielte.

## Persönlichkeiten
Zu den Redakteuren der Deutschen Volkszeitung gehörte unter anderem der Schriftsteller Harald Hauser.